# Eddy Huntington
Edward "Eddy" Huntington (Peterlee, 1965. október 29. –) brit popénekes, aki karrierjét a 80-as években Olaszországban kezdte, meglovagolva az akkor oly népszerű Italo disco stílust. Első dalával, az U.S.S.R cíművel 1986-ban 6. helyezést ért el Svájcban, míg Nyugat-Németországban a 23. helyig jutott a dal.

## Életrajz és karrier
Huntington Északkelet-Angliában született, majd 18 évesen Londonba költözött, ahol videóklipekben szerepelt, és modellkedett. Itt fedezte fel a Baby Records lemezkiadó, és Milánóban megszületett az U.S.S.R. című dal, melyet R. Turatti, M. Chieregato és T. Hooker írtak.
A dal 1986-ban egész Európában sláger lett, melyet a ZYX lemezkiadó is megjelentett, és később más kevésbé sikeres dalait is kiadta, úgy mint a May Day, és Meet My Friend című dalokat. Ezek a dalok a máig egyetlen 1989-ben megjelent Bang Bang Baby című albumon is szerepelnek.
1990-ben azonban elhagyta a  zeneipart és az Egyesült Királyságban az Eldon Grove Általános Iskolában tanított 1 évig éneket, és drámát, majd feleségével 2 évig Thaiföldön éltek, ahol Bangkokban a Patana iskolában tanított. Itt született legkisebb fia is, majd ezután visszaköltöztek az Egyesült Királyságba, ahol egy Általános iskola helyettes vezetője.
2005-ben Huntington a nagy retro láz miatt visszatért a zeneiparba, és részt vett a nagy sikerű Discoteka '80 elnevezésű show műsorban Oroszországban, ahol több a 80-as években sikereket elért sztárok is felléptek, úgy mint Bonnie Tyler, Alphaville, Sabrina Salerno, Mike Mareen és Savage. A show DVD-n is megjelent.
2011-ben új kislemez látott napvilágot Honey Honey címmel, melyet az orosz pop-duo DiscoBonus-szal rögzített. A dalt Igor Sorokin és Andrew Moscaklev írta.
2013. május 26-án szintén új dal látott napvilágot, Rainy Day In May címmel, melynek hangzását Cliff Richard inspirálta, és erősen a 60-as évekre emlékeztet. A dalt Frank Scott és Morten Franok írta.

## Diszkográfia

### Albumok
- 1989 – Bang Bang Baby

### Kislemezek
- 1986 – "U.S.S.R."
- 1987 – "Up & Down"
- 1987 – "Meet My Friend"
- 1988 – "Physical Attraction"
- 1988 – "May Day"
- 1988 – "Bang Bang Baby"
- 1989 – "Shock In My Heart"
- 1990 – "Hey Senorita"
- 1997 – "Future Brain / The Devil Loves"
- 2003 – "U.S.S.R. 2003" feat: Beatbone
- 2009 – "Love For Russia"
- 2011 – "Honey Honey"
- 2013 – "Rainy day In May"

### 12" maxi
Németország  (ZYX 5487)
- A – U.S.S.R – 5:53
- B – You (Excess) Are – 5:20

### 7" kislemez
Franciaország (Polydor – 885 126-7) 
- A – U.S.S.R – 3:24
- B – You (Excess) Are – 3:43